# Hans Engelien
Hans Engelien (30 de maio de 1913 - 9 de maio de 1945) foi um oficial alemão que serviu no Deutsches Heer durante a Segunda Guerra Mundial. Foi condecorado com a Cruz de Cavaleiro da Cruz de Ferro com Folhas de Carvalho.

## Condecorações
| Cruz de Ferro (1939) 2ª Classe                                   | 22 de setembro de 1939 |
| Cruz de Ferro (1939) 1ª Classe                                   | 24 de outubro de 1939  |
| Medalha da Frente Oriental                                       |                        |
| Distintivo da infantaria de assalto                              |                        |
| Cruz Germânica em Ouro                                           | 5 de novembro de 1941  |
| Distintivo de Honra do Exército                                  | 1 de julho de 1944     |
| Cruz de Cavaleiro da Cruz de Ferro                               | 12 de agosto de 1944   |
| Cruz de Cavaleiro da Cruz de Ferro com Folhas de Carvalho nº 788 | 16 de março de 1945    |